# Hawkins Falls

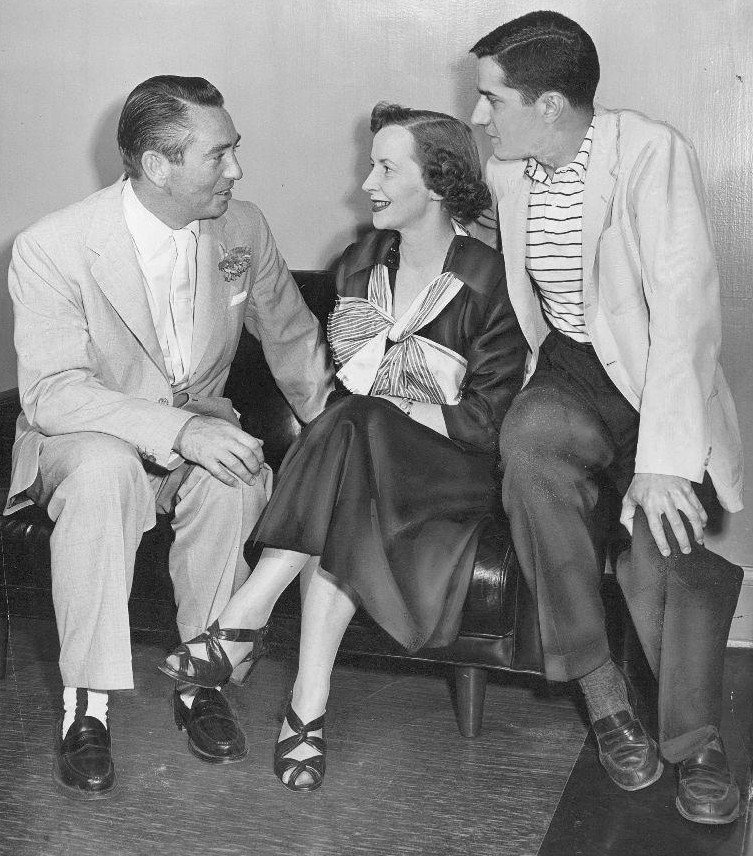
Foto publica de Macdonald Carey, Bernardine Flynn e Frank Pacelli. Flynn interpretou Lona Drewer Corey no drama diurno Hawkins Falls, Population 6200; Pacelli foi o diretor do programa de televisão

Hawkins Falls foi a primeira telenovela bem-sucedida da história da televisão. Começou a ser exibida em 17 de Junho de 1950 no horário nobre da NBC, e em 2 de Abril de 1951 foi movida para a programação diurna da emissora onde permaneceu até 1 de Julho de 1955, quando foi definitivamente cancelada. Foi a telenovela mais longa da NBC até 1967, quando The Doctors quebrou seu recorde.

## Elenco
- Bruce Dane	.... 	Roy Bettert Corey
- Frank Dane	.... 	Knap Drewer
- Bernadine Flynn	.... 	Lona Drewer Corey
- Jim Bannon	 .... 	Mitch Fredericks
- Doug Chandler	.... 	Xerife Boylan
- Maurice Copeland	.... 	Dr. Floyd Corey
- Michael Golda	.... 	Dr. Floyd Corey
- Lee Henry	.... 	Dr. Glen Bowden
- Philip Lord	.... 	Juiz Sharp
- Tom Poston	.... 	Toby Winfield
- Russ Reed	.... 	Spec Bassett
- Elmira Roessler	.... 	Elmira Cleebe
- Win Stracke	.... 	Laif Flagle
- Hope Summers	.... 	Belinda Catherwood
- Ros Twohey	.... 	Millie Flagle
- Art Van Harvey	.... 	Calvin Sperry

## Controvérsia
Inicialmente, Lorna Drewer era interpretada por Bernadine Flynn, enquanto seu marido era retratado por Frank Dane. Após a primeira temporada, entretanto, Dane começou a sentir que era indispensável para o programa como protagonista e exigiu um salário maior e menos horas de trabalho, de acordo com Hugh Downs. Assim como aconteceria com muitas estrelas imprudentes no futuro, o personagem de Dane acabou por sumir em um voo que se perdeu no mar, e o ator Jim Bannon ficou feliz em substituí-lo no elenco.